# Pinhalão
Pinhalão é um município brasileiro localizado no interior do estado do Paraná. Localiza-se a noroeste da capital do estado, distando desta cerca de 198 km. Ocupa uma área de 220,692 km², sendo que 3,532 estão em perímetro urbano, e sua população em 2014 foi estimada em 6 210 habitantes.
A sede tem uma temperatura média anual de 14,2 °C e na vegetação do município predomina a Floresta Ombrófila Mista ou Mata de Araucárias . Com 63,14% de seus habitantes vivendo na zona urbana, o município contava, em 2009, com oito estabelecimentos de saúde. O seu Índice de Desenvolvimento Humano (IDH) é de 0,707, considerando como alto em relação ao estado.
Levando em consideração os trilhos da Estrada de Ferro São Paulo-Rio Grande, iniciando a partida de Tomazina destinando às terras das quais é proprietário, onde se construiria uma estação ferroviária, Geraldo Vieira da Fonseca, tendo o desejo de incentivo de progredir a região, teve a necessidade de providenciar a formação do patrimônio, sendo executando o seu traçado, abrindo ruas, demarcando, medindo os lotes e muitas outras coisas. Em 24 de fevereiro de 1924, foi inaugurada oficialmente a Estação Ferroviária de Pinhalão, cujo nome se originou porque existiam muitos pinheiros na localidade. O Governo do Paraná criou o município de Pinhalão pela Lei n° 790 de 14 de novembro de 1951 e instalou oficialmente em 14 de dezembro de 1952, se desmembrando de Tomazina e Ibaiti.

## História

### Origens e povoamento
A história de Pinhalão teve início quando o povoado se originou de uma estratégia comercial de excelente montagem, cujo executor foi Geraldo Vieira da Fonseca em 1932. Fazendo a previsão de que os trilhos da Estrada de Ferro São Paulo-Rio Grande fariam a passagem por suas terras, Geraldo estava certo, e tentando dar o incentivo ao progresso local, passou a ser o fundador da povoação, perto do local onde se instalaria uma estação ferroviária.
Homem dotado de inteligência e dinamismo, Geraldo Fonseca traçou o patrimônio, fez a abertura de ruas e a demarcação de lotes urbanos de quarteirões. A primeira rua que Geraldo abriu foi a da caixa-d'água. Foi um verdadeiro picadão, que fazia a passagem pelo centro do local e daria na caixa d'água, que os pedreiros estavam construindo perto da futura estação. Outro procedimento ao qual iniciou foi o de construir uma capela, que se consagrou a Nossa Senhora de Aparecida, santa padroeira local. Exatamente na parte da frontal desse pequeno templo devocional, Geraldo Vieira passou a ser o construtor da mais antiga casa do povo, onde residiu até a sua morte.
Não teve grande tempo de demora a chegada de novas levas de famílias para a povoação, entre elas merecem destaque as de Bonifácio Rodrigues da Cruz, Manoel Fraiz Martinez, José Moreira Paes e Frutuoso Pereira dos Santos. Para as primeiras famílias uma grande quantidade de outras vieram a andarem juntas. O desenvolvimento do município esteve ligado tanto a riqueza em madeiras, quanto a indústria Matarazzo em Jaguariaíva.
No dia 24 de fevereiro de 1924, se inaugurou o trecho ferroviário, e a Estação Ferroviária se abre ao público passando a se chamar Pinhalão, nome perpetuado com o passar dos tempos.

### Formação administrativa e etimologia
A Lei nº 48 de 7 de outubro de 1936 foi a legislação criadora do Distrito Judiciário de Pinhalão, tendo sua instalação ocorrida em 16 de fevereiro de 1937, estando presente o interventor federal Manoel Ribas. Na ocasião, tomaram posse como autoridades distritais mais antigas em atividade os senhores Frutuoso Pereira dos Santos e Manoel Fraiz Martinez, como juízes de paz, e como subdelegado de polícia o senhor José Moreira Paes.
Pinhalão se elevou à categoria de município dotado de autonomia pela Lei Estadual nº 790, de 14 de novembro de 1951, e foi instalado em 14 de dezembro de 1952, sendo primeiro prefeito empossado o senhor Francisco Nogueira, que teve seu mandato incompleto porque morreu prematuramente. Foi substituído por José Pereira dos Santos. O segundo prefeito foi o senhor Calixto Domingos. Os mais antigos vereadores em exercício foram: Presidente Elias Domingos, 1º Secretário Alvaro Alfieri, 2º Secretário Jamil Wahl, Pedro de Castro, José Pereira dos Santos, Antonio de Oliveira Mariano, Antonio Gomes de Oliveira e Sebastião Alves Sobrinho.
Define-se o termo Pinhalão como o aumentativo de Pinhal, o qual é a designação de uma variedade de árvore. É originário da própria geografia do município, referindo-se ao pinheiro-do-paraná  (Araucaria angustifolia), espécie da qual existem muitos indivíduos na região onde ocorreu o surgimento do município.

## Geografia
A área do município, segundo o Instituto Brasileiro de Geografia e Estatística, é de 220,692 km², sendo que 3,532 km² constituem a Zona_urbana e os 217,16 km² restantes fazem parte da Zona_rural. Situa-se a 23°47'34" de latitude sul e 50°03'21"” de Longitude oeste e está a uma distância de 198 quilômetros a oeste da capital paranaense. Limita-se ao norte com Jaboti; a nordeste com Tomazina; ao sul e a leste com Arapoti; a oeste com Ibaiti; e a noroeste com Japira.

### Relevo e hidrografia
O município de Pinhalão se localiza no Segundo Planalto Paranaense ou Planalto de Ponta Grossa , sendo apresentados, geralmente, acidentes na topografia. As regiões mais declivadas se localizam ao sul e a sudoeste do município com áreas pelas quais são apresentadas até 20% de áreas declivadas.
A bacia pela qual é drenado o município chama-se a bacia hidrográfica do Rio das Cinzas, que deságua no Rio Paranapanema.
O município é possuidor de uma diversidade de rios e riachos que dão a contribuição para enriquecer o solo, merecendo destaque:
- Rio das Cinzas, a sudeste do município de Pinhalão, faz a delimitação de um trecho limítrofe com o município de Tomazina.
- Rio Ribeirão Grande pelo qual é adentrado o perímetro urbano da cidade de Pinhalão, nasce no município de Ibaiti e deságua no Rio das Cinzas.
- Ribeirão Anta Brava ou do Café, ao sul, faz a delimitação da divisa do município de Pinhalão com o município de Arapoti.

E demais rios como o Rio Taquara, Ribeirão Duas Barras, Ribeirão do Saltinho, Ribeirão Bonito, Ribeirão da Campina e Ribeirão do Lajeado, Ribeirão do Lajeadinho, e Ribeirão da Água Fria e Ribeirão da Pedrilha.

### Clima
Pinhalão tem um clima subquente superúmido com subseca. A temperatura média anual tem variação entre 13 graus ao sul e 20 graus ao norte, sendo o mês de fevereiro o de maior calor e o mês de julho o de maior resfriamento. Na porção norte e leste o verão tem maior força do que no sul do município.
São temperaturas máximas médias anuais de 26 graus e temperaturas mínimas médias com variação de 14 até 15 graus. Caem chuvas em média entre 1.300mm e 1.400mm de precipitação ao ano. A umidade relativa do ar do município é compreendida num intervalo médio de 75% até 80%.

### Demografia
Dados do Censo - 2000
População Total: 6.217
- Urbana: 3.532
- Rural: 2.685
- Homens: 3.211
- Mulheres: 3.006

Densidade demográfica (hab./km²): 0,035
Mortalidade infantil até 1 ano (por mil): 10
Expectativa de vida (anos): 75
Taxa de fecundidade (filhos por mulher): 2
Taxa de Alfabetização: 88%
Índice de Desenvolvimento Humano (IDH-M): 0,707
- IDH-M Renda: 0,646
- IDH-M Longevidade: 0,673
- IDH-M Educação: 0,802

## Administração
- Prefeito: Sérgio Inácio Rodrigues (PDT) (2017/2020)
- Vice-prefeito: Miro Fraiz
- Presidente da câmara: ?